# 科爾特嶺
77°20′S 146°52′W / 77.333°S 146.867°W
科爾特嶺（英語：Court Ridge）是南極洲的山嶺，位於瑪麗伯德地，從蘇茲貝格灣延伸至福特山脈的海恩斯山脈，該山嶺在1934年12月15至16日由美國探險隊發現，以氣象學家命名。